# Sinnances
Sinnaces fou un noble part.
Descontent amb el rei Artaban III de Pàrtia, va enviar una ambaixada a Roma (35) demanant a l'emperador Tiberi d'enviar a l'Imperi Part a un dels fills de Fraates IV per esdevenir rei. Tenia el suport de l'eunuc Abdos. Després va prendre part activa en la guerra contra el rei Artaban.